# Black Rainbow
| Recensione | Giudizio |
| ---------- | -------- |
| Rumore     |          |

Black Rainbow è un album discografico degli Aucan, pubblicato il 18 febbraio 2011 da La Tempesta International e distribuito da Venus Dischi. La versione vinile è a cura di Tannen Records.

## Il disco
È stato registrato e mixato da Giovanni Ferliga, anche produttore, a Padova tra il 15 e il 30 novembre 2010 con la collaborazione di Stefano Scattolin. La masterizzazione è invece stata affidata a Matt Coulton agli AIR Studios di Londra l'8 e il 9 dicembre 2010.
La copertina è una foto scattata da Francesco D'Abbraccio, uno dei membri del gruppo.
Per promuovere il disco è stato intrapreso tra febbraio e marzo 2011 un tour europeo di circa 50 date organizzato da 5 Rose Press, un tour italiano organizzato da Virus concerti e un tour di tre settimane nella East Coast statunitense nell'ottobre del 2011.

## Tracce
Testi di Giovanni Ferliga, musiche di Aucan.
1. Blurred (feat. Angela Kinczly) – 4:07
2. Heartless – 4:00
3. Red Minoga (short edit) – 4:34
4. Sound Pressure Level – 2:51
5. Storm – 5:37
6. Embarque – 2:11
7. Save Yourself – 3:24
8. Underwater Music – 4:35
9. In a Land – 3:04
10. Away! – 5:34
11. Black Rainbow – 5:30

Durata totale: 45:27

### Versione doppio vinile
Lato A
1. Blurred (feat. Angela Kinczly) – 4:07
2. Heartless – 4:00
3. Red Minoga (short edit) – 4:34

Durata totale: 12:41
Lato B
1. Sound Pressure Level – 2:52
2. Storm – 5:38
3. Embarque – 2:12

Lato C
1. Crisis Bpm – 5:11
2. Underwater Music – 4:35
3. Save Yourself – 3:25

Lato D
1. Away! – 5:34
2. In A Land – 3:05
3. Black Rainbow – 5:30

## Formazione

### Gruppo
- Giovanni Ferliga - voce, chitarra elettrica, sintetizzatore, tastiere e campionatore
- Francesco D'Abbraccio - sintetizzatore, chitarra elettrica, effetti musicali, cori
- Dario Dassenno - batteria, cori

### Altri musicisti
- Angela Kinczly - voce in Blurred
- Giulio "Ragno" Favero - arrangiamenti elettronici addizionali in Away!

### Collaboratori tecnici e artistici
- Matt Colton - masterizzazione
- Francesco D'Abbraccio - artwork
- Giovanni Ferliga - missaggio, produttore, ingegnere del suono
- Stefano Scattolin - assistente nell'ingegneria del suono